# Brighton (Vermont)
Brighton és una població dels Estats Units a l'estat de Vermont. Segons el cens del 2000 tenia 1.260 habitants.

## Demografia
Segons el cens del 2000, Brighton tenia 1.260 habitants, 529 habitatges, i 356 famílies. La densitat de població era de 9,3 habitants per km².
Per edats la població es repartia de la següent manera: un 25% tenia menys de 18 anys, un 7,8% entre 18 i 24, un 23,8% entre 25 i 44, un 25,2% de 45 a 60 i un 18,2% 65 anys o més.
L'edat mediana era de 41 anys. Per cada 100 dones de 18 o més anys hi havia 91,3 homes.
La renda mediana per habitatge era de 26.932 $ i la renda mediana per família de 31.316 $. Els homes tenien una renda mediana de 26.413 $ mentre que les dones 23.125 $. La renda per capita de la població era de 12.999 $. Entorn del 14,9% de les famílies i el 19,2% de la població estaven per davall del llindar de pobresa.